# Herre, mitt hjärta längtar
Herre, mitt hjärta längtar är en psalmtext av Lina Sandell-Berg. Den förelåg i tryck första gången 1859 i första utgåvan av Pilgrimssånger.
Melodin är densamma som till Esaias Tegnérs Stjärnorna blinka, som publicerades i Iduna 1817. Kompositionen gjordes av Carl Eric Sjögreen.

## Publicerad i
- Pilgrimssånger 1859
- Herde-Rösten 1892 nr 36 under rubriken Bön.
- Nya Pilgrimssånger 1892 som nr 444 under rubriken "Bönesånger".
- Hemlandssånger 1891 och 1891, som nr 291 under rubriken "Kärleken — Bönen."
- Metodistkyrkans psalmbok 1896 som nr 306 under rubriken "Andliga erfarenheter".
- Svensk söndagsskolsångbok 1908, som nr 145 under rubriken Böne- och lovsånger.
- Svensk söndagsskolsångbok 1929, som nr 160 under rubriken Böne- och lovsånger.
- Sions Sånger 1951, som nr 69
- Sions Sånger 1981, som nr 131 under rubriken "Kristlig vandel".